# Jules Berchmans
Pour les articles homonymes, voir Berchmans.
Jules Étienne Berchmans, né aux Waleffes le 6 mai 1883 et mort le 30 décembre 1951 à Bruxelles, est un sculpteur belge.

## Biographie
Fils du peintre Henri Berchmans, professeur d'Histoire de l'art à l'Université de Bruxelles (1910-1911), il séjourne en 1914 en Grèce comme membre de l'école française d'Athènes puis est mobilisé. Au retour de la guerre, il enseigne à l'Académie des beaux-arts de Bruxelles.
Il expose, entre autres, aux Salons triennaux de Bruxelles. Chevalier de la couronne, il est célèbre pour son Monument aux universitaires morts à la guerre qui se trouve à l'Université de Liège.

## Distinctions
- Chevalier de l'ordre de la Couronne.